# Rudrapur (Népal)
Rudrapur (en népalais : रुद्रपुर) est un comité de développement villageois du Népal situé dans le district de Rupandehi. Au recensement de 2011, il comptait 20 649 habitants.